# Cornate d’Adda
Cornate d’Adda ist eine Gemeinde mit 10.904 Einwohnern (Stand 31. Dezember 2023) in der Provinz Monza und Brianza, Region Lombardei.

## Geografie
Die Nachbarorte von Cornate d’Adda sind Paderno d’Adda (LC), Medolago (BG), Verderio (LC), Suisio (BG), Sulbiate, Bottanuco (BG), Mezzago, Trezzo sull’Adda und Busnago.

## Demografie
Cornate d’Adda zählt 3757 Privathaushalte. Zwischen 1991 und 2001 stieg die Einwohnerzahl von 8316 auf 9238. Dies entspricht einem prozentualen Zuwachs von 11,1 %.

## Söhne und Töchter der Stadt
- Marco Sala (1886–1969), Fußballspieler